# Ернан Родріго Лопес
Ернан Родріго Лопес (ісп. Hernán Rodrigo López, нар. 21 січня 1978, Монтевідео) — уругвайський футболіст, що грав на позиції нападника. По завершенні ігрової кар'єри — тренер.

## Клубна кар'єра
У дорослому футболі дебютував 1996 року виступами за команду клубу «Рівер Плейт» (Монтевідео), в якій провів два з половиною сезони, взявши участь у 57 матчах чемпіонату. У 1998 році Родріго грав недовго у Європі, виступаючи за грецьку «Кавалу» та італійське «Торіно», після чого повернувся в «Рівер Плейт» (Монтевідео).
У 2000 році Лопес виступав за чилійське «Коло-Коло», а потім знову на батьківщині за столичні «Данубіо» та «Расінг», поки 2002 року не опинився у парагвайській «Олімпії» (Асунсьйон), в складі якої він виграв Кубок Лібертадорес 2002 року, в рік сторіччя клубу, а наступного року здобув і Рекопу Південної Америки.
2004 року уругваєць недовго пограв за мексиканську «Пачуку», після чого повернувся до Парагваю і став гравцем «Лібертада», з яким 2006 році виграв чемпіонат Парагваю в складі клубу, ставши при цьому найкращим бомбардиром турніру з 27 голами. Згодом у 2008 році Лопес виграв з мексиканською «Америкою» Інтерлігу Мексики.
Своєю грою за останню команду привернув увагу представників тренерського штабу аргентинського клубу «Велес Сарсфілд», до складу якого приєднався 2008 року. Відіграв за команду з Буенос-Айреса наступні два сезони своєї ігрової кар'єри. Більшість часу, проведеного у складі «Велес Сарсфілда», був основним гравцем атакувальної ланки команди і був одним з головних бомбардирів команди — за перший сезон в 33 матчах він відзначився 13 забитими голами і допоміг своєму клуби виграти чемпіонат Аргентини 2009 (Клаусура). В подальшому Родріго грав за інші аргентинські команди «Естудьянтес» та «Банфілд», вигравши із першим з них ще одне чемпіонство — Апертуру 2010.
2012 року Лопес повернувся до Парагваю і грав за клуби «Серро Портеньйо», «Спортіво Лукеньйо» та «Лібертад», вигравши ще кілька національних чемпіонств і став першим іноземцем, який подолав бар'єр у 100 голів у парагвайському футболі. Завершив професійну ігрову кар'єру у місцевому клубі «Гуарані» (Асунсьйон), за команду якого виступав протягом 2016—2017 років.

## Виступи за збірні
1997 року залучався до складу молодіжної збірної Уругваю, разом з якою брав участь у молодіжному чемпіонаті світу 1997 року в Малайзії, забивши 1 гол, а його команда вийшла у фінал, де поступилася одноліткам з Аргентини.
17 липня 1996 року дебютував в офіційних іграх у складі національної збірної Уругваю в товариському матчі проти Китаю (1:1), після чого тривалий час до національної команди не викликався. Лише тринадцять років потому, у 2009 році, його знову викликав до лав збірної головний тренер Оскар Вашингтон Табарес на товариський матч проти Алжиру та на відбіркові ігри до чемпіонату світу 2010 року проти Перу та Колумбії. Тоді ж 12 серпня 2009 року в грі проти Алжиру (0:1) Лопес зіграв свій другий і останній матч за збірну, вийшовши на заміну на 46-й хвилині замість Себастьяна Абреу.

## Кар'єра тренера
Розпочав тренерську кар'єру відразу ж по завершенні кар'єри гравця, в грудні 2017 року, очоливши тренерський штаб клубу «Расінг» (Монтевідео), в якому працював пр серпень 2018 року.

## Титули і досягнення

### Командні
- Чемпіон Парагваю (4):

«Лібертад»: Апертура 2014, Клаусура 2014,
«Гуарані» (Асунсьйон): 2006, Клаусура 2016
- Чемпіон Аргентини (2):

«Велес Сарсфілд»: Клаусура 2009
«Естудьянтес»: Апертура 2010
- Володар Кубка Лібертадорес (1):

«Олімпія» (Асунсьйон): 2002
- Переможець Рекопи Південної Америки (1):

«Олімпія» (Асунсьйон): 2003

### Особисті
- Найкращий бомбардир чемпіонату Парагваю: 2006 (27 голів), Клаусура 2013 (17 голів), Апертура 2014 (19 голів)